# Agapeta scardiosana
Agapeta scardiosana is een vlinder uit de familie van de bladrollers (Tortricidae). De wetenschappelijke naam van de soort is voor het eerst geldig gepubliceerd in 1912 door Klunder van Gijen.